# Гославский, Юзеф
Юзеф Ян Гославский (пол. Józef Jan Gosławski, 24 апреля 1908 года в Полановке около Люблина — 23 января 1963 года в Варшаве) — польский скульптор и медальер.

## Биография
Детство Юзеф Гославский провёл с родителями, двумя братьями (включая младшего брата, Станислава Гославского, который тоже стал скульптором) и двумя сёстрами. Художественное образование первоначально получил в основанной Яном Кощицом—Виткевичем Школе строительных ремёсел в Казимеже Дольном. После окончания школы сдал экзамен в Академию художеств в Кракове, однако не был принят в Академию из-за слишком молодого возраста. Обучение продолжил в Государственной школе декоративных искусств и художественной промышленности в Кракове. С 1929 года был членом «Племени противящегося сердца» Станислава Шукальского.
В 1932 году поступил в Академию художеств в Кракове к профессору Ксаверию Дуниковскому. Потом переехал в Варшаву, в мастерскую профессора Тадеуша Бреера. Благодаря полученной стипендии, смог съездить в Рим, в котором в 1937 году получил диплом Королевской академии художеств. В Италии оставался по 1939 год, принимая участие в выставках группы польских художников «Капитол», в которой был вице-председателем. В Варшаву вернулся в июле 1939 года, с сентября должен был стать хранителем Королевского замка, но не успел вступить в должность по поводу начала Второй мировой войны. Время оккупации провёл в родной Вонволнице. После войны по поручению Министерства культуры и искусства занимался реставрацией, в том числе, дома «Под святым Миколаем» в Казимеже Дольном.
С 1947 года руководил кафедрой медальерного искусства и скульптуры на факультете Государственной школы искусства в Познани, где также в течение двух сроков исполнял обязанности председателя Окружного управления Союза польских художников (СПХ). В 1948 году в Нижнем Казимеже вступил в брак со своей студенткой Вандой Манкин. У них родились две дочери — Божена Стефания и Мария Анна. В конце 1956 года переехал вместе с семьёй в Варшаву. В 1961 году его выбрали председателем Отделения скульптуры Главного управления СПХ.
Умер скоропостижно 23 января 1963 года на пороге новой стадии творчества.

## Творчество

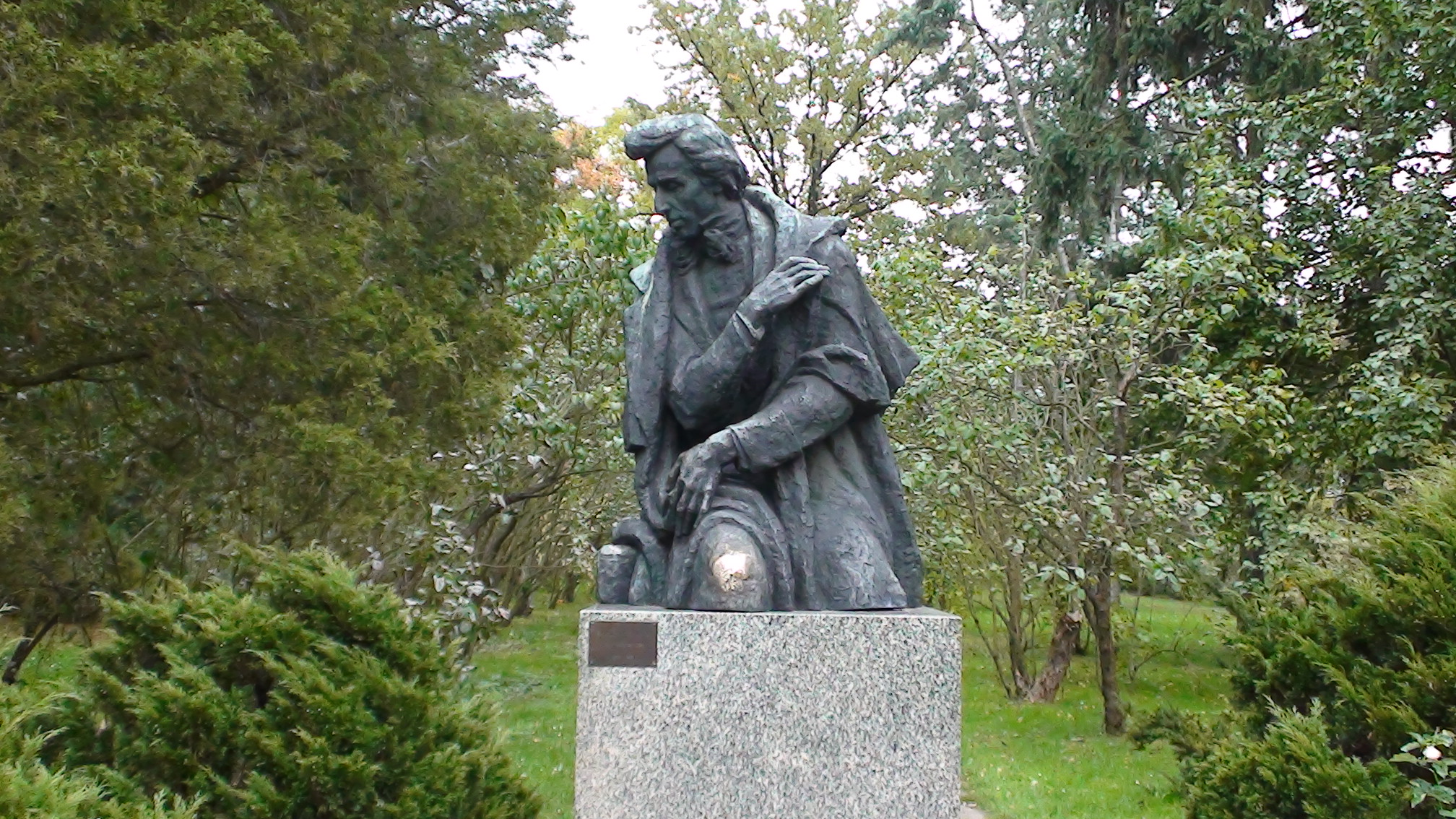
Памятник Фредерику Шопену в Желазовой Воле (1955/1969)

В творческом наследии Юзефа Гославского остались многочисленные произведения искусства: скульптуры — памятники и портреты, медали, карикатуры, реставрационные работы, рисунки. Его работы, в большинстве несохраненные, отражают влияние кубизма (например, автопортрет, портрет Витолда Хомича), концепции Шукальского (карикатура профессора Хенрика Уземблы), а также форм близких по концепции художникам из круга Польского прикладного искусства (проект алтаря св. Францишка). Пребывание в Италии и непосредственное соприкосновение художника с тамошним искусством сталось причиной смены художественного видения — портреты Роберта, Марии Маро или мужчины из Сицилии обнаруживают бесспорный отпечаток изучения античности. Кроме влияния итальянского ренессанса, это отражено в первых медальерных работах и плакетках, сделанных им в Риме. Довоенные достижения художника почти все были утрачены во время перевозки их в Польшу в августе 1939 года.
Период оккупации, проведенный в Вонвольнице, не прервал творчества художника.
Тяжёлые условия заставили его обратить своё внимание на малые скульптурные формы. Созданные в то время медали были, по большей части, посвящены мученичеству польского народа.
После войны, по-прежнему, занимался медальерным искусством. Являлся предвестником удаления от классической формы и вида медали. Превратился в одинокого соединителя между поколением Лащки и Аумиллера и медальерами позднейшего периода. Высокое значение его творчества в этой области подтверждают многие награды, а также приобретение его произведений национальными музеями Польши и зарубежных стран. Работы Ю. Гославского находятся сейчас в коллекциях музеев Варшавы, Вроцлава, Кракова, Люблина, Торуня) и ряда зарубежных — среди них, Прага, Афины, Будапешт, Рим, Ватикан, Париж, Гаага, Москва, Санкт-Петербург).
Художник вернулся к монументальной скульптуре выполнив Памятник Адаму Мицкевичу в Гожуве Великопольском, памятник жертвам концлагеря в Жабикове около Познаня, скульптурную группу Музыка в Варшаве (МДМ), памятник Фредерику Шопену в Желазовой Воле. Участвовал во многих конкурсах, получая награды, между прочим за проект памятника Героям Варшавы, Солдатам I Армии народного Войска Польского, Памятников Адаму Мицкевичу в Познани и Болеславу Прусу. Художник исполнил тоже монументальный алтарь Божьего превращения в Маслове около Кельц.
Достижения Юзефа Гославского не ограничиваются лишь однозначной формой. Он творил в дифференциальных формах и материалах. Основным объектом его творчества всегда был человек — как в своим героизме, так и в ежедневном существовании. В его карикатурных скульптуре, категории крайне редко встречающейся в искусстве — выражал скорее мягкосердечный юмор, чем злобность или обличение.

## Выставки

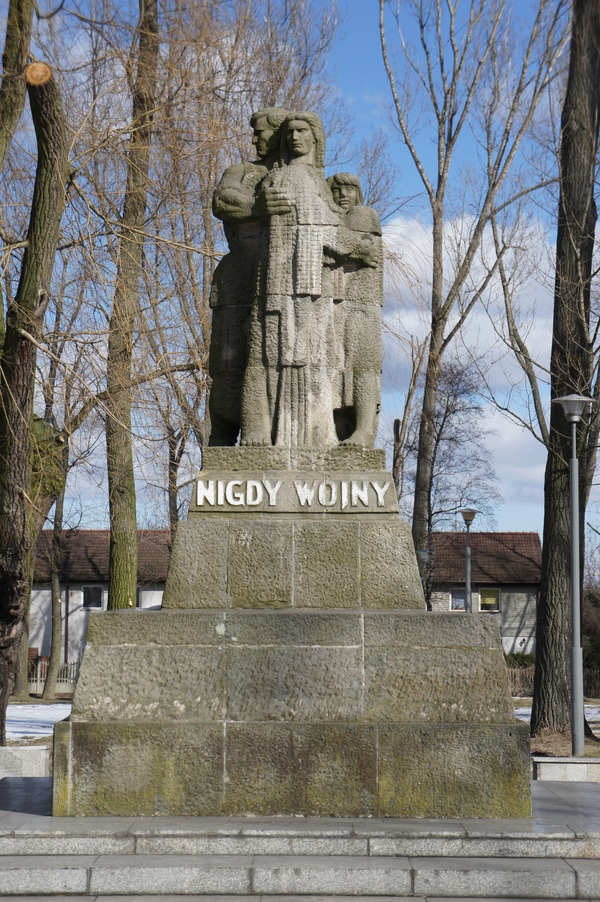
Антивоенный памятник на территории бывшего немецкого лагеря Жабиков (Любонь, 1956)

### Персональные
| Год       | Город          | Институт                                 |
| --------- | -------------- | ---------------------------------------- |
| 1933      | Краков         | Дворец искусств                          |
| 1960      | Будапешт       | Центр польской культуры                  |
| 1963      | Варшава        | Дом Польской Армии                       |
| 1968      | Вроцлав        | Ратуша                                   |
| 1973      | Варшава        | Центральное Бюро xудожественных Выставок |
| 1974      | Варшава        | Военная Галерея ДВП                      |
| 1974      | Варка          | Музей Кажимеж Пуласки                    |
| 1974      | Быдгощ         | Музей Pайона                             |
| 1987      | Люблин         | Музей Pайона                             |
| 1995      | Казимеж-Дольны | Музей Привислинский — Летний Галерея     |
| 1996      | Болеславец     | Культурный центр                         |
| 1997      | Хелмно         | Музей Pайона                             |
| 2000      | Конин          | Музей Pайона                             |
| 2003      | Варшава        | Галерея художника Дом                    |
| 2014      | Ороньско       | Центр польской скульптуры                |
| 2014/2015 | Варшава        | Музей скульптуры (Дворец Круликарня)     |

### Коллективные

#### За пределами Польши
| Год       | Государство             | Город                 | Институт        |
| --------- | ----------------------- | --------------------- | --------------- |
| 1932      | Австрия                 | Вена                  | Künstlerhaus    |
| 1936      | Италия                  | Рим                   | ?               |
| 1936      | Италия                  | Рим                   | ?               |
| 1950      | Чехословакия            | Прага                 | ?               |
| 1950      | Италия                  | Рим                   | ?               |
| 1959      | Италия                  | Катания               | ?               |
| 1959      | Австрия                 | Вена                  | ?               |
| 1963/1964 | СССР                    | Москва-Минск          | ?               |
| 1964      | Италия                  | Ареццо                | ?               |
| 1965      | ГДР                     | Берлин-Эрфурт-Лейпциг | ?               |
| 1966      | Чехословакия            | Кралупэ               | ?               |
| 1966      | Болгария                | София                 | ?               |
| 1966/1967 | Венгрия                 | -                     | ?               |
| 1967      | Югославия               | -                     | ?               |
| 1967      | Финляндия Швеция Польша | -                     | ?               |
| 1967      | Франция                 | Париж                 | ?               |
| 1968      | СССР                    | Москва                | ?               |
| 1969      | Венгрия                 | Будапешт              | ?               |
| 1971      | Франция                 | Париж                 | ?               |
| 1971      | Нидерланды              | Гаага                 | ?               |
| 1972      | ГДР                     | Берлин                | ?               |
| 1985      | Чехословакия            | Прага                 | ?               |
| 2003      | Австрия                 | Вена                  | Музей Леопольда |